# Нурдаулетов Бекзад Жалгасбаєвич
Бекзад Жалгасбаєвич Нурдаулетов (нар. 10 квітня 1998, Жанаозен, Мангистауська область, Казахстан) — казахський боксер, що виступає у напівважкій ваговій категорії, чемпіон світу серед аматорів, учасник Олімпійських ігор 2020 року.

## Любительська кар'єра
Чемпіонат світу 2019
- 1/32 фіналу: Переміг Хон Ін Джі (Південна Корея) — 5-0
- 1/16 фіналу: Переміг Нелека Корбая (Венесуела) — 5-0
- 1/8 фіналу: Переміг Кено Мачадо (Бразилія) — 4-1
- 1/4 фіналу: Переміг Барама Малкама (Туреччина) — 4-0
- 1/2 фіналу: Переміг Хуліо Сезар Ла Круза (Куба) — 4-1
- Фінал: Переміг Ділшодбека Рузметова (Узбекистан) — 5-0

Олімпійські ігри 2020
- 1/8 фіналу: Програв Імаму Хатаєву (Росія) — 1-4

## Таблиця боїв
| 2 Перемоги (1 нокаутом, 1 за рішенням суддів), 0 Поразок (0 нокаутом, 0 за рішенням суддів) |        |                 |        |             |                |                             |          |
| Результат                                                                                   | Рекорд | Суперник        | Спосіб | Раунд, час  | Дата           | Місце проведення            | Примітки |
| Перемога                                                                                    | 2-0    | Кабіру Товолаві | UD     | 6           | 16 грудня 2020 | Jekpe-Jek Arena, Нур-Султан |          |
| Перемога                                                                                    | 1-0    | Ібрагім Маджого | TKO    | 2 (6); 2:27 | 31 жовтня 2020 | Атирау                      |          |